# Soize
Soize ist eine französische Gemeinde mit 96 Einwohnern (Stand 1. Januar 2022) im Département Aisne in der Region Hauts-de-France (vor 2016 Picardie). Sie gehört zum Arrondissement Vervins, zum Kanton Vervins und zum Gemeindeverband Portes de la Thiérache.

## Geographie
Die Gemeinde Soize liegt im Südosten der Landschaft Thiérache, 20 Kilometer südöstlich von Vervins. Nachbargemeinden von Soize sind Sainte-Geneviève im Norden, Chéry-lès-Rozoy im Nordosten, Rozoy-sur-Serre im Osten, Noircourt im Südosten, Montloué im Süden, Montcornet im Westen sowie Vincy-Reuil-et-Magny im Nordwesten.

## Geschichte
Die Gemeinde wechselte am 1. Januar 2017 durch Erlass der Präfektur vom Arrondissement Laon zum Arrondissement Vervins.

### Bevölkerungsentwicklung
| Jahr                       | 1962 | 1968 | 1975 | 1982 | 1990 | 1999 | 2006 | 2015 | 2022 |
| Einwohner                  | 157  | 156  | 132  | 125  | 104  | 106  | 101  | 98   | 96   |
| Quellen: Cassini und INSEE |      |      |      |      |      |      |      |      |      |

## Sehenswürdigkeiten

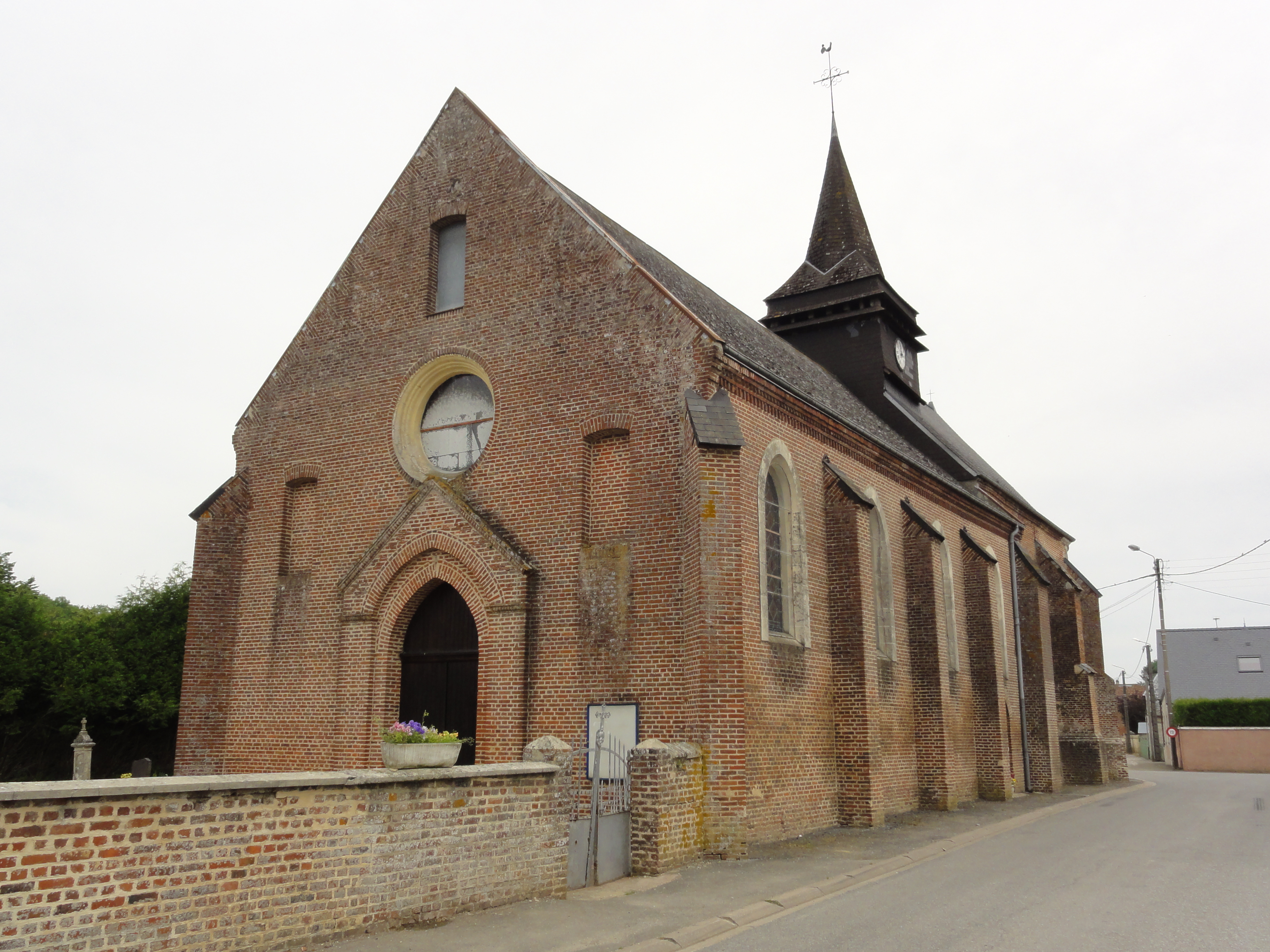
Kirche Saint-Aubin
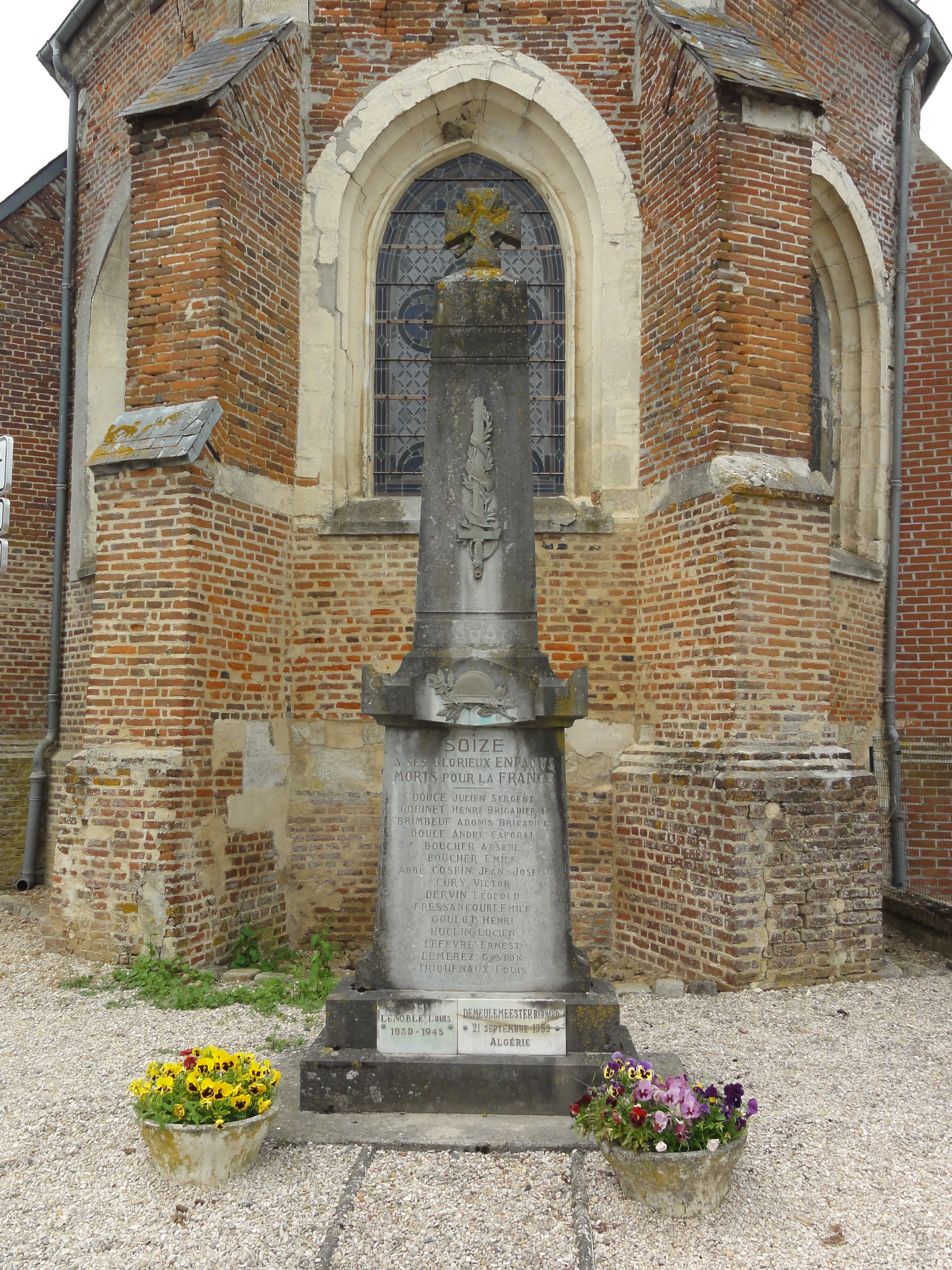
Gefallenendenkmal

- Kirche Saint-Aubin
- Gefallenendenkmal